# Olympique Khouribga
El Olympique Club of Khouribga, conocido como OCK, es un equipo de fútbol de Marruecos que juega en la Liga marroquí de fútbol, la competición de fútbol más importante del país.

## Historia
Fue fundado en el año 1923 en la ciudad de Khouribga, pero fue hasta la temporada 1982-83 que llegó a la Liga marroquí de fútbol, la cual ha ganado en 1 oportunidad, pero ha obtenido 2 subcampeonatos y ha clasificado varias veces a las competiciones continentales.

## Palmarés
- Liga marroquí de fútbol: 1

2007
- - Subcampeón: 2

1984, 1996
- Copa Marroquí: 2

2006, 2015
- - Subcampeón: 4

1981, 1994, 1995, 2005
- Recopa Árabe: 1

1996

## Participación en competiciones de la CAF
- Liga de Campeones de la CAF: 2 apariciones

2008 - Tercera ronda
2016 - Primera ronda
- Copa Confederación de la CAF: 3 apariciones

2005 - Primera ronda
2006 - Fase de grupos
2008 - Tercera ronda

## Entrenadores

### Entrenadores destacados
- José Faria (1995-1997)
- François Bracci (2007)
- Richard Tardy (2008-2009)
- Youssef Lamrini (2010-2012)
- Badou Ezzaki (2012)
- François Bracci (2012)
- Fouad Sahabi (2012-?)
- Ahmed Ajlani (2019-)[2]

## Jugadores

### Jugadores destacados
- Abbas Rassou
- Guedegbe Franck
- Mohamed Col Camara
- Salaheddine Aqqal
- Radouane Baqlal
- Abel
- Hassan Bouizgar
- Rachid Chattou
- Abdellah El Jaouzi
- Hatim El Mustapha
- Abdelaziz El Sghir
- Abdelkarim Errifi
- Ali Kaïs
- Brahim Largou
- Hicham Mahdoufi
- Abdessamad Messouab
- Mohammed Morsadi
- Mohammed Amine Nejmi
- Abdessamad Ouarrad
- Younés Ouganna
- Abdelaziz Outanzit
- Khalid Tahoune
- Jamal Triki